# Thomas Shields
Thomas Allen Shields, detto Tom (Panama City, 11 luglio 1991), è un nuotatore statunitense.
Specializzato nel delfino ha vinto una medaglia d'oro, una d'argento e una di bronzo ai Campionati mondiali di nuoto in vasca corta 2012 di Istanbul.

## Palmarès
- Giochi olimpici

Rio de Janeiro 2016: oro nella 4x100m misti.
Tokyo 2020: oro nella 4x100m misti.
- Mondiali

Kazan 2015: oro nella 4x100m misti.
- Mondiali in vasca corta

Istanbul 2012: oro nella 4x100m misti, argento nei 100m farfalla e bronzo nei 50m farfalla.
Doha 2014: argento nei 100m farfalla, nella 4x50m sl e nella 4x100m misti e bronzo nella 4x100m sl e nella 4x50m misti.
Windsor 2016: oro nella 4x50m misti mista, argento nei 50m farfalla, nei 100m farfalla, nei 200m farfalla, nella 4x50m sl e nella 4x50m misti e bronzo nella 4x100m sl.
Abu Dhabi 2021: oro nella 4x50m misti e bronzo nella 4x100m sl.
- Universiadi

Shenzen 2011: oro nella 4x200m sl, argento nei 100m farfalla e nella 4x100m misti.
- Giochi panamericani

Lima 2019: oro nei 100m farfalla e nella 4x100m misti.

## International Swimming League
| Stagione 2019 | Stagione 2020 | Stagione 2021 |
| ------------- | ------------- | ------------- |
| LA Current    | LA Current    | LA Current    |